# Point Foundation (environnement)
Pour les articles homonymes, voir Point.
La Point Foundation était une organisation à but non lucratif basée à San Francisco et fondée par Stewart Brand et Dick Raymond. Elle a publié des ouvrages liés au catalogue Whole Earth.  Elle était également copropriétaire de The Well. 